# 창녕 도성암 석조아미타여래좌상
창녕 도성암 석조아미타여래좌상(昌寧 道成庵 石造阿彌陀如來坐像)은 대한민국 경상남도 창녕군 창녕읍 송현동 도성암에 있는 조선시대의 불상이다. 2005년 10월 13일 경상남도의 유형문화재 제437호로 지정되었다.

## 개요
본 불상은 창녕 도성암 대웅전의 본존불로 안치되어 있으며, 좌우 협시보살상은 1991년 현재의 대웅전을 신축하면서 새로 조성된 것이다.
별조된 대좌는 후대에 제작된 것으로 대좌는 가운데가 뚫려 비워져 있으며, 그 구멍 아래에는 현대 제작의 축원문을 적은 다량의 다라니가 납입되어 있다. 불상의 상태는 부분적으로 도금과 나발의 채색이 조금씩 벗겨졌을 뿐 전체적으로 매우 양호하다.
창녕 도성암 석조여래좌상은 지발과 육계의 경계 없이 완만하게 처리된 머리, 방형의 얼굴, 수평의 승각기 등의 특징을 지니고 있다. 그리고 신체의 곡선과 양볼, 손발 등에 부분적으로 양감표현을 확인할 수 있다.
이상과 같은 양식적 특징으로 보아 17세기 후반에 제작된 것으로 볼 수 있으며, 석조라는 재질적 한계에도 불구하고 섬세한 조각기법을 엿볼 수 있는 작품이다.

## 지정 사유
창녕 도성암 석조여래좌상은 지발과 육계의 경계 없이 완만하게 처리된 머리, 방형의 얼굴, 수평의 승각기 등의 특징을 지니고 있으므로 17세기 후반에 제작된 것으로 볼 수 있으며, 석조라는 재질적 한계에도 불구하고 섬세한 조각기법을 엿볼 수 있어 도유형문화재로 지정한다.

## 참고 문헌
- 창녕 도성암 석조아미타여래좌상 - 국가유산청 국가유산포털